# Roger Hanschel

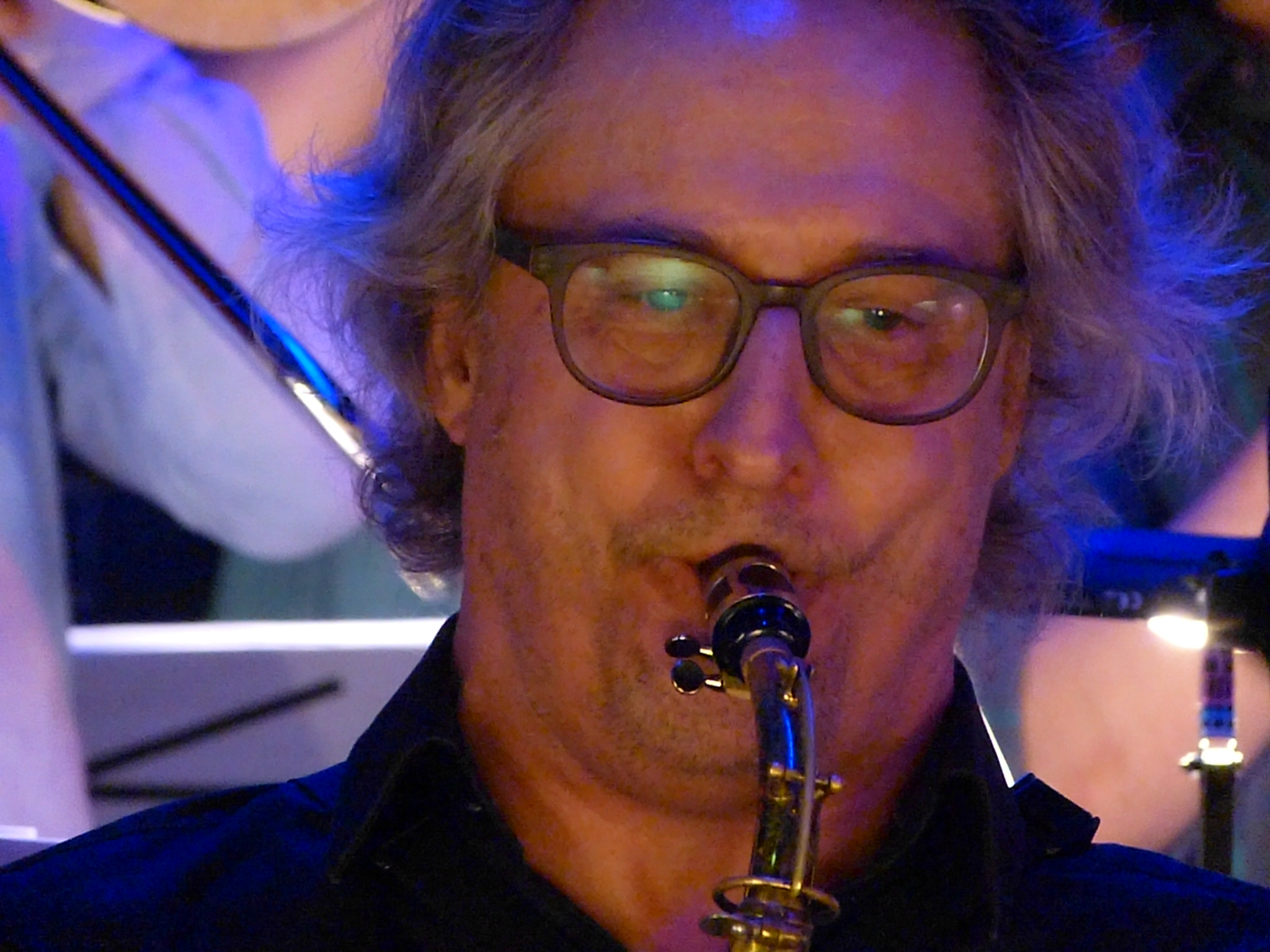
Roger Hanschel (2019)

Roger Hanschel (* 25. Juli 1964 in Wolfsburg) ist ein deutscher Saxophonist und Komponist, der vor allem im Bereich des Creative Jazz arbeitet.

## Karriere
Hanschel studierte von 1981 bis 1987 Saxophon an der Musikhochschule Köln. Dort gründete er 1983 mit Hans Lüdemann (Piano), Rainer Linke (Bass), Klaus Mages (Drums) die Gruppe Nana, in der er bis 1988 spielte. Später kam das Nana-Orchester hinzu. Seit dieser Zeit ist neben dem Saxophon das Komponieren ein Schwerpunkt seiner Arbeit. Seine Kompositionen sind unter anderen auf mittlerweile 30 CDs erschienen. 1986 studierte er drei Monate lang an der Banff School of Fine Arts im kanadischen Banff bei Dave Liebman, Dave Holland, Richie Beirach u. a.
Seit 1987 war Hanschel Mitglied in der Kölner Saxophon Mafia. Mit ihr bereiste er viele Teile der Welt und spielte auf nahezu allen renommierten Festivals. Mit der Kölner Saxophon Mafia erhielt Hanschel vier Deutsche Schallplattenpreise sowie den SWR-Jazzpreis 1999.
Daneben setzte er die Arbeit mit Hans Lüdemann und Rainer Linke bis 1993 fort: Aus Nana wurde Blau Frontal. Diese Gruppe veröffentlichte von 1989 bis 1993 zwei CDs, eine im Trio und eine in Zusammenarbeit mit Mark Feldman und Hank Roberts. 1994 gründete er ein Duo mit der Sängerin Gabriele Hasler und vertonte 1995 Texte von Gertrude Stein mit ihr. Seither veröffentlichte das Duo Hasler Hanschel weitere CDs: Mit ihrem Programm „Lovesongs“ nach Werken von John Dowland gewannen sie den Ensemblewettbewerb „Jazzarts“ 2003. Die CD Frösche und Teebeutel spielten sie zusammen mit dem Büchnerpreis-Träger 2006, Oskar Pastior, ein. Weitere Alben wie Canta Rhei (2007) und Styr (mit Dietmar Bonnen) folgten.
Von 1994 bis 1998 arbeitete er außerdem viel im Duo mit dem holländischen Cellisten Ernst Reijseger. 1998 wurde er Mitglied im Steffen Schorn Septett. Auch gehörte er zum Klaus König Orchestra.
Im Januar 1998 realisierte er seine Musik für Saxophon und Streichquartett mit dem Titel Years of the Fifth Period. Für dieses Projekt gewann er Musiker des Ensemble Modern, das Frankfurt Contemporary Quartet. Years of the Fifth Period führte er im September 2001 auch mit dem Auryn Quartett auf einer 3-wöchigen Südamerikatournee im Auftrag des Goethe-Instituts auf. 2014 spielte er mit dem Auryn Quartett seine Komposition Niederschlagsmengen ein.
2000 gründete er zusammen mit Steffen Schorn und Dirk Mündelein das Trio Triosphere, das im Frühjahr 2004 die Debüt-CD vorstellte. Die CD erhielt den Preis der deutschen Schallplattenkritik 2004. Das Trio gewann ferner den Ensemblewettbewerb „Jazzarts“ 2003.
Weiter arbeitete er im Trio mit Stefan Heidtmann (Keyboards) und Klaus Kugel (Drums, Perkussion) zusammen. Ornaments of Light and Sound ist ein spezielles Konzept, bei dem Neue Musik und Filmprojektion (Ruth Hommelsheim – Film, Lichtkunst) miteinander korrespondieren. 2006 gründete er ein neues Quartett mit dem Namen Roger Hanschels Heavy Rotation mit Markus Segschneider (Gitarre), Dietmar Fuhr (Bass) und Daniel Schröteler (Perkussion). Mit Bodek Janke (statt Schröteler) wurde die Band 2013 verjüngt.
Mit Deobrat Mishra (Sitar) und Prashant Mishra (Tabla) bildete er das Trio Benares, dessen Debüt-CD Assi Ghat 2016 den Vierteljahrespreis der Deutschen Schallplattenkritik erhielt. Hanschel wurde der WDR-Jazzpreis 2018 in der Kategorie Improvisation zuerkannt.